# Олђаска (Леко)
Олђаска је насеље у Италији у округу Леко, региону Ломбардија.
Према процени из 2011. у насељу је живело 241 становника. Насеље се налази на надморској висини од 307 м.